# Fletum
Fletum is een verdronken nederzetting in het middeleeuwse landschap Reiderland. De plaats lag ten noordoosten van de Punt van Reide tussen Berum en Nesse
Mogelijk wordt het dorp al in de negende eeuw genoemd als UUig flieta (Wigflieta of 'gewijde vliet'). De naam is te vergelijken met Ottarfliaton ('ottervliet' = Oterdum?), Hlarfliate ('bosvliet' = Larrelt), Widufliatun ('holtvliet' = Holtgaste?) en het niet-geïdentificeerde Helagonufliatun ('bij de heilige vliet'). In 1367 wordt het dorp genoemd als Flyactum, in 1428 als Vletum, rond 1470 als Flyatum. De inwoners werden Fletenmerers genoemd. Fletum behoorde tot het decanaat (proostdij) Hatzum alias Nesse. Er woonde verder toonaangevende hoofdelingenfamilie. De borg moet echter al voor 1435 zijn verdwenen.
Fletum viel uiteindelijk ten prooi aan de golven van de Dollard. Volgens Stratingh en Venema lag de plaats ten zuiden van Berum en bestond Fletum nog in 1464. Op de klok van Fletum stond: ANNO DNI M.CCCC.LXIIII. MARIA IK HETE. DE VAN FLET. HEBBET. MI LATEN. GHET. ("AD 1464. Maria heet ik. De [inwoners] van Flet[um] hebben mij laten giet[en]"). De klok belandde via Nesserland in 1829 in Westrhauderfehn, maar begaf het bij de eerste keer luiden.
Het dorp wordt nog genoemd in een laat-vijftiende-eeuwse lijst van kerspelen van het bisdom Münster. Gezien de inkomsten uit deze lijst was het geen rijk dorp. Waar bijvoorbeeld Westerreide en Oosterreide beide 13 schillingen betalen heeft Fletum slechts 6 schillingen te volden. In 1484 had het dorp nog een pastoor, maar in 1500 heet het quasi submersum (zo goed als ondergegaan). Na 1506 worden er geen inwoners meer genoemd.
De latinist Willem de Volder fantaseerde in een lofdicht op Emden uit 1553 dat Fletum maar liefst zeven zijlen had en als havenplaats de opvolger vormde van het Romeinse fort Flevum. Tijdgenoten herinnerden zich nog de ruïnes van de kerk en de grondslagen van andere gebouwen in zee te hebben gezien. Enkele oude mannen verklaarden in 1587 dat hier nog in hun jeugd de restanten van een kerk voorhanden waren, waarvan de stichtstenen bij het later verdronken dorp Logum aan land gebracht werden.
Fletum lag vlak ten westen van het eiland Nesserland. Tot de Kerstvloed van 1717 bevond zich hier nog een buurtschap van twee huizen dat de naam Fletum droeg.